# リチャード・フォード
リチャード・フォード（Richard Ford、1944年2月16日 - ）は、アメリカ合衆国の小説家。

## 経歴
ミシシッピ州ジャクソン生まれ。少年期をアメリカ南部で過ごす。カリフォルニア大学アーバイン校卒業後、作家を志した頃からニューヨーク、シカゴ、メキシコなどに移り住み、その土地に根ざした作品をエスクァイア、ザ・ニューヨーカーなどに次々と発表。寡作ながら現代アメリカ文学の中核的存在となる。

## 日本語訳作品

### 単行本
- 『ロック・スプリングズ』 高見浩訳 河出書房新社 1990年

### アンソロジー所収
- 「冬枯れ」青山南訳
  - 青山南編『世界は何回も消滅する』筑摩書房 1990年
- 「ロック・スプリングス」青山南訳
  - 片岡義男編『アメリカ小説をどうぞ』晶文社 1990年
- 「グッド・レイモンド」	村上春樹訳
  - 村上春樹編『月曜日は最悪だとみんなは言うけれど』中央公論新社 2006年
- 「モントリオールの恋人」村上春樹訳
  - 村上春樹編『恋しくて』中央公論新社 2013年

## 主な受賞歴
- 1995年 ピューリッツァー賞 フィクション部門
- 1996年 ペン/フォークナー賞
- 2013年 フェミナ賞 外国小説賞
- 2016年 アストゥリアス皇太子賞 文学部門
- 2018年 朴景利文学賞